# Ходжсон, Джеймс
Джеймс Дэй Ходжсон (англ. James Day Hodgson; 3 декабря 1915, Доусон, Миннесота, США — 28 ноября 2012, Малибу, Калифорния, США) — американский бизнесмен и государственный деятель, министр труда США (1970—1973).

## Биография
Поступив в Университет Миннесоты, затем перевелся Калифорнийский университет. Во время Второй мировой войны служил в рядах ВМС США. В послевоенное время занимался бизнесом, являлся вице-президентом по трудовым отношениям в Lockheed Corporation.
- 1970—1973 гг. — министр труда США. В этот период конгрессом были приняты законы об охране и гигиене труда, расширившие полномочия министерства. Вследствие экономического кризиса, вызванного войной во Вьетнаме, политик внес в 1971 г. законопроект о чрезвычайной занятости, который предусматривал расширение программ создания новых рабочих мест и подготовки кадров.
- 1974—1977 гг. — посол США в Японии при Джеральде Форде[1]. Там он увлекся поэзией сенрю, по возвращении в США опубликовал сборник стихов собственного сочинения «Американский сенрю».

В 1977 г. был назначен председателем совета директоров компании Uranium Mining Company. Являлся адъюнкт-профессором Университета Калифорнии и приглашенным исследователем Американского института предпринимательства.